# João Henriques
João Henriques est le 1er capitaine-major du Ceylan portugais.

## Biographie
Il est revenu sur l'île prendre en charge la responsabilité des comptoirs portugais sur l'île de Ceylan qui a été laissé vacant pendant 27 ans par le capitaine Fernão Fernão Gomes de Lemos.